# Sofiivka, raionul Cerkasî, regiunea Cerkasî
Sofiivka (în ucraineană Софіївка) este localitatea de reședință a comunei Sofiivka din raionul Cerkasî, regiunea Cerkasî, Ucraina.

## Demografie
Componența lingvistică a localității Sofiivka
     Ucraineană (96,91%)
     Rusă (2,96%)
     Alte limbi (0,13%)
Conform recensământului din 2001, majoritatea populației localității Sofiivka era vorbitoare de ucraineană (96,91%), existând în minoritate și vorbitori de rusă (2,96%).